# Doruk (Ceyhan)
Doruk ist ein Ort in der türkischen Provinz Adana im Landkreis Ceyhan mit 1.819 Einwohnern (Stand: Ende 2024). Der Ort liegt etwa 18 Kilometer südlich von Ceyhan und 40 Kilometer östlich der Provinzhauptstadt Adana im Südosten der kilikischen Tiefebene Çukurova. Etwa zehn Kilometer südlich liegt der Badeort Yumurtalık.